# Monica Cöster-Molbeck
Rut Ingrid Monica Cöster-Molbeck, född 27 mars 1914 i Landskrona, död 10 juli 2015, var en svensk målare som var bosatt i Spanien. 
Hon var dotter till direktören Rudolf Cöster och Ida Petersson samt från 1937 gift med Jos Molbeck.
Cöster-Molbeck studerade vid konstakademin i Köpenhamn 1933–1936 samt under resor till bland annat Paris och Italien. Hon debuterade med en separatutställning i Helsingborg 1943 och har medverkat i Skånes konstförening och Helsingborgs konstförenings utställningar. Hennes konst består av stilleben, porträtt och landskap i olja eller akvarell
Familjen Cöster-Molbeck flyttade så småningom till Costa del Sol och etablerade ett hotell där på 1960-talet. Hon blev kvar i Málaga och firade sin 100-årsdag där år 2014.